# Liquiçá
Liquiçá (tetum Likisá) – miasto w Timorze Wschodnim, stolica administracyjna dystryktu Liquiçá, położone 32 km na zachód od stolicy kraju Dili. Miasto zamieszkuje 19 tys. osób.